# Provenhuis van Laurens van Oosthoorn
Het Provenhuis van Laurens van Oosthoorn is een voormalig provenhuis in Alkmaar. Laurens van Oosthoorn was de jongere broer van Helena van Oosthoorn die ook een provenhuis heeft gesticht.

## Geschiedenis
De stichter van het hofje, Laurens van Oosthoorn, een Alkmaarse notaris en procureur, was bij zijn overlijden in 1680 tussen de 45 en 50 jaar oud. Toch was hij toen al drie keer getrouwd geweest. Twee echtgenotes waren gestorven en van de ander was hij gescheiden. Zijn laatste vrouw overleed in het kraambed. Uit de drie huwelijken zijn in ieder geval vijf kinderen geboren, waarvan er in 1680 niet één meer in leven was. De kinderloze weduwnaar liet een maand voor zijn dood zijn testament opmaken en bepaalde daarin dat zijn woning aan de zuidkant van de Langestraat, gelegen tussen het stadhuis en de Krebbesteeg, ingericht moest worden tot provenhuis voor vrouwelijke familieleden van hem en van zijn laatstoverleden vrouw. Als er geen familieleden in aanmerking kwamen, konden de te benoemen regenten naar eigen inzicht handelen.  
Al in 1681 ging de bewoning van start. Dat de nieuwe stichting in de oudste bronnen wordt aangeduid als ‘provenhuysje’ geeft al aan dat het slechts een bescheiden bedoening was. Meestal woonden er drie vrouwen in het huis. Deze hadden beschikking over de ruimten op de begane grond. Het voorhuis van de woning diende als ontvangstvertrek en regentenkamer. Het pand ten oosten van het provenhuis behoorde ook tot de boedel van Van Oosthoorn, maar werd verhuurd.   
De bewoonsters woonden gratis en kregen daarbovenop nog een prove van 50 gulden per jaar, plus turf en boter. Over de religie van de vrouwen had Van Oosthoorn niets bepaald. Evenals Van Oosthoorn zelf waren de bewoonsters gereformeerd (hervormd). De regenten behoorden steeds tot de vooraanstaande regentenfamilies van de stad. 
Rond 1840 was het provenhuis bouwvallig geworden. Omdat in de Franse tijd een deel van het in overheidsleningen belegde kapitaal verloren ging, waren er geen middelen aanwezig om het verval tegen te gaan. In 1848 werd het provenhuis verkocht. Er was toen nog maar één bewoonster. Besloten werd het kapitaal te laten aangroeien totdat er een nieuw provenhuis gesticht kon worden. Incidenteel werden er in de tussentijd uitkeringen gedaan aan behoeftige vrouwen en bijvoorbeeld aan een arbeider die zich had overwerkt bij de bouw van de Cadettenschool. 
In 1897 was het kapitaal voldoende aangegroeid en besloten de toenmalige regenten Pieter van Foreest en Adrianus P.H. de Lange een nieuw provenhuis te laten bouwen. De Alkmaarse stadsarchitect Gerrit Looman en aannemer F.H. Ringers sr. bouwden in 1898 het nieuwe onderkomen van het provenhuis aan de Kennemerstraatweg 148. Het in neorenaissancestijl opgetrokken pand staat er nog steeds.  Opnieuw kwamen er drie vrouwen te wonen. Tot aan het eind van de jaren zestig was de inwoning gratis en hoefde er ook niet voor gas en elektra betaald te worden. Later werd het steeds moeilijker de eindjes aan elkaar te knopen. 
In 2010 werd het pand verkocht aan woningcoöperatie Van Alckmaer. Bedongen werd dat het voormalige provenhuis blijvend bestemd zou worden voor ‘ouderen en minvermogenden’. Er zijn vier appartementen in het oude provenhuis ingericht, alle in de ‘sociale sector’.  